# Silviu Pană
Silviu Gabriel Pană (sinh ngày 24 tháng 9 năm 1991 ở Bucharest) là một cầu thủ bóng đá người România thi đấu ở vị trí tiền vệ cho Dunărea Călărași.
Trận đấu đầu tiên của anh ở Liga I cho CS Concordia Chiajna là trước FC Sportul Studențesc. Anh trai của anh tên là Sorin Pană.